# The Geffen Film Company
The Geffen Film Company (plus connue sous les noms de The Geffen Company et Geffen Pictures) est une société de production et de distribution de films, fondée par David Geffen en 1980,. D'abord considérée comme un studio indépendant, la société va devenir une filiale de la Warner Bros., qui distribuait la majorité des films de Geffen.

## Filmographie
- 1982 : Personal Best (production)
- 1983 : Risky Business (production)
- 1985 : After Hours (production)
- 1985 : Lost in America (production)
- 1986 : La Petite Boutique des horreurs (production)
- 1988 : Beetlejuice (production)
- 1989-1992 : Beetlejuice (série télévisée) (production)
- 1989-1996 : Les Contes de la crypte (série télévisée) (production)
- 1990 : Men Don't Leave (production)
- 1991 : Rendez-vous au paradis (production)
- 1991 : Le Dernier Samaritain (production)
- 1993 : M. Butterfly (production)
- 1994 : Entretien avec un vampire (production)
- 1996 : Beavis et Butt-Head se font l'Amérique[3] (production)
- 1996 : Bienvenue chez Joe (production et distribution)
- 1996 : Michael Collins (production)
- 1997 : The Butcher Boy (production)
- 2024 : Beetlejuice Beetlejuice (production)